# زروک (ماهی)
زروک (نام علمی: Scatophagus argus) نام یک گونه از تیره زروک‌ماهیان است. در دنیای آکواریوم این ماهی بیشتر بنام اسکات و اسکات خالدار (Spotted scat) شناخته میشود. زروک جزء ماهیان تخمگذار و همه‌چیزخوار است. این ماهی از لحاظ اقتصادی ارزش زیادی ندارد ولی ماهیان جوان رنگهای زیبایی دارند و در آکواریوم‌ها نگهداری شده و به عنوان ماهی تزئینی نیز استفاده می‌شوند. زیستگاه آن سراسر خلیج فارس و دریای عمان، اقیانوس هند، اقیانوس آرام، مجمع الجزایر مالایا تا کالدونیای جدید، و بریتانیا است.
زروک در آب‌های کم‌عمق ساحلی یافت می‌شود. زروک‌ها آب‌های لب شور را ترجیح می‌دهند و آزادانه وارد رودخانه‌های بالای حد مد می‌شوند، شنای کندی دارند و معمولاً گروه‌هایی را تشکیل می‌دهند.

## ویژگی‌ها
بیشینه درازای بدن ۳۰ سانتی‌متر و طول استاندارد آن ۱۵ سانتی‌متر است.
مشخصات: بدن مستطیلی (چهار گوش) و کمی بزرگ، بسیار فشرده و شیب پیشانی زیاد، سر کوچک با یک فرورفتگی در بالای چشم است. رنگ بدن در پشت سبز رنگ و در شکم سفید است و تعداد زیادی نقاط مدرو بزرگ سیاهرنگ در پهلوها دیده می‌شود، فقط شکم بدون لکه و باله پشتی و مخرجی دارای لکه‌های سیاه است. در بالغین هیچ نواری وجود ندارد.
یک باله پشتی دارد که به وسیله یک فرورفتگی عمیق در قسمت خاردار و نرم آن از هم جدا می‌شوند. خارهای پشتی قوی که اولین آنها جدا است. باله پشتی ۱۱ خار و ۱۷–۱۶ شعاع نرم، باله مخرجی ۴ خار و ۱۵–۱۴ شعاع نرم، باله شکمی یک خار و ۵ شعاع نرم دارد.
فلس‌های ریز، شانه‌ای شکل و چسبنده است که تا روی سر و باله‌های میانی گسترش می‌یابند. خط جانبی قوسی و موازی با خط پشتی است. گونه‌ها و سرپوش آبششی پوشیده از فلس است.
دهان کوچک و پهن ، انتهایی، غیر ارتجاع با دندان‌های مسواک‌مانند و به شکل دندانه‌های ریز که در هر دو فک رشته‌ای شکل، سه گوش و قابل حرکتند. پیش‌فک‌های فوقانی و به طور جزئی به وسیله پیش چشمی از لبه دهان تجاوز می‌کنند.
دهانه‌های آبششی وسیع و پرده‌های آبششی به قطعه رابط متصل هستند. سرپوش آبششی دارای لبه کاملی است ولی غالباً در قسمت خلفی نوک کندی دارد.